# Ла Курнев
Ла Курнев (фр. La Courneuve) град је у Француској, у департману Сена Сен Дени.
По подацима из 1999. године број становника у месту је био 35.310.

## Демографија
| 1962.  | 1968.  | 1975.  | 1982.  | 1990.  | 1999.  | 2011.  |
| ------ | ------ | ------ | ------ | ------ | ------ | ------ |
| 25.792 | 43.318 | 37.958 | 33.537 | 34.139 | 35.310 | 38.789 |

## Партнерски градови
- Yako
- Vitulazio
- Прешов
- Ocotal